# Euryphymus xanthocnemis
Euryphymus xanthocnemis är en insektsart som beskrevs av Brancsik 1897. Euryphymus xanthocnemis ingår i släktet Euryphymus och familjen gräshoppor. Inga underarter finns listade i Catalogue of Life.